# 2003年度TVB8金曲榜頒獎典禮得獎名單
2003年度TVB8金曲榜頒獎典禮

## 得獎名單

### TVB8金曲榜金曲獎
- 舉杯 - 任賢齊
- Super Star - S.H.E.
- 邊走邊愛 - 謝霆鋒
- 魔幻季節 - 梁詠琪
- 孤單芭蕾 - 許慧欣
- My Way - 張敬軒
- 愛錯 - 李心潔
- 幻想 - 斯琴格日樂
- 享受自己 - Twins
- 什麼都不怕 - 楊千嬅
- 愛死你 - 莫文蔚
- 舉手不回 - 朱　茵
- 黃豆 - 陳小春
- 揮著翅膀的女孩 - 容祖兒
- 月老 - 劉德華

### TVB8金曲榜極品推介歌曲獎
- 我比他好 - 王　傑
- 天上人間 - 古巨基
- 揚眉 - 楊千嬅

### TVB8金曲榜最佳男新人獎
- 金獎：張棟樑
- 銀獎：林子良
- 銅獎：蕭正楠

### TVB8金曲榜最佳女新人獎
- 金獎：愛　戴
- 銀獎：陳文媛
- 銅獎：趙頌茹

### TVB8金曲榜最佳作曲獎
- 邊走邊愛 - 謝霆鋒、孫偉明

### TVB8金曲榜最佳作詞獎
- 完美 - 王　蓉

### TVB8金曲榜最佳編曲獎
- 凌晨三點鐘 - 屠　穎

### TVB8金曲榜最佳歌曲監製獎
- My Way - 張敬軒、楊　震

### TVB8金曲榜最佳音樂錄影帶獎
- 黃豆 - 陳小春

### TVB8金曲榜最佳組合獎
- 金獎：S.H.E.
- 銀獎：Twins
- 銅獎：阿里郎

### TVB8金曲榜最佳樂隊獎
- 金獎：五月天
- 銀獎：深南大道
- 銅獎：九天樂隊

### TVB8金曲榜最佳合唱歌曲獎
- 第一次 - 鄭中基、胡彥斌

### TVB8金曲榜全球觀眾最愛粵語歌曲獎
- 501 - 梁漢文
- 大男人 - 許志安
- 合久必婚 - 李克勤

### TVB8金曲榜內地觀眾最愛男歌手獎
- 任賢齊

### TVB8金曲榜內地觀眾最愛女歌手獎
- 梁詠琪

### TVB8金曲榜最受歡迎男歌手獎
- 劉德華

### TVB8金曲榜最受歡迎女歌手獎
- 莫文蔚

### TVB8金曲榜金曲金獎
- 揮著翅膀的女孩 - 容祖兒